# Club olympique multisports de Bagneux
Le Club olympique multisports de Bagneux est un club omnisports basé à Bagneux dans les Hauts-de-Seine. Il comporte 27 sections en aïkido, athlétisme, badminton, basket ball, boxe anglaise, boxe française, boxe thaïlandaise, capoeira, cyclisme, football féminin, football masculin, gymnastique, handball, judo, musculation, nanbudo, natation, plongée, randonnée, roller, rugby à XV, taekwondo, tennis, tir à l'arc, triathlon, Vô Thuat, et yoga.

## Football féminin
Le club comporte une section de football féminin (« Site du comb foot féminin », sur combfootfeminin.fr).
Les équipes féminines sont créées en 1975 au Plessis-Robinson, puis accueillies au sein du COM Bagneux en 1998. En 2002, l'équipe première est championne de Division d'honneur et accède ainsi à la Division 3. En 2003, le club est champion de Division 3 et accède à la Division 2,,. L'équipe féminine dispute le championnat de Division 2 2010-2011, qui est le deuxième niveau national.
| Saison    | Compétition | Rang |
| --------- | ----------- | ---- |
| 2006-2007 | Division 2  | 4e   |
| 2007-2008 | Division 2  | 5e   |
| 2008-2009 | Division 2  | 4e   |
| 2009-2010 | Division 2  | 8e   |
| 2010-2011 | Division 2  | 4e   |
| 2011-2012 | Division 2  |      |